# 칼로리 제한
칼로리 제한(calorie 制限)은 섭취되는 칼로리를 제한하는 식이요법이다. 식사 제한(食事制限)이라고도 한다. 제한할 것으로 여겨지는 기준 칼로리는 다양하다. 영양 문제가 발생하지 않는 칼로리 제한은 나이를 고려했을 때의 건강을 개선시킨 것으로 드러났으며, 넓은 범위의 동물들과 균류들에게 노화과정을 느리게 만드는 효과가 있음이 입증되었다.
칼로리 제한은 이스트, 어류, 설치류, 개를 포함한 다양한 종의 평균과 최대 수명 모두를 증가시키는 것으로 드러난 몇 안되는 식이요법 중 하나이다. 칼로리 제한이 영장류에게서도 효과가 있는지 그리고 인간의 건강에 어떤 영향을 미치는지에 대한 연구는 현재 진행 중이다. 지금까지의 연구결과는 상당히 긍정적이지만 종의 특성상의 긴 수명으로 인해 연구는 아직 완전히 끝난것은 아니다.
칼로리 제한은 오키나와 다이어트와 'CRON-diet'와 같은 다른 식이요법에도 중요한 부분으로 포함되어 있다.
인간의 경우 칼로리 제한은 콜레스테롤, 공복기 포도당, 혈압 등을 낮추는 것으로 나타났다. 칼로리 제한은 지금까지 알려진 수명 연장 방법 중 유일하게 효과가 입증되고 있는 방법이다. 아직까지 어떻게 해서 칼로리 제한이 수명 연장을 불러 일으키는지는 확실하게 밝혀져 있지 않다. 칼로리 제한이 음식 제한과 다른 점은 칼로리 제한은 충분한 양의 비타민, 미네랄 등을 섭취해야 한다는 것이다.
최근 연구에 따르면 칼로리 제한은 NAMPT/PBEF/Visfatin이라고 하는 효소를 활성화시킨다. 이 효소들은 니코틴아마이드를 NAD라는 물질로 바꿔준다. (효모의 경우 PNC1이라는 효소가 니코틴아마이드를 분해한다.) 이러한 니코틴아마이드의 감소와 NAD의 증가는 SIRT1라고 하는 sirtuin 계열의 탈아세틸효소를 활성화시킨다. 이 SIRT1 효소가 어떻게 수명 연장을 시킬 수 있는지에 대하여 현재 활발한 연구가 진행되고 있다.
천연물중에서는 레스베라트롤이 SIRT1을 활성화시킨다.

## 인체에 미치는 영향
영양소가 충분히 공급되는 가벼운 칼로리 제한이 장기적으로 인체에 어떤 영향을 주는지는 알려지지 않았다.

### 긍정적인 영향
심혈관 위험의 감소
몇몇 연구는 칼로리 제한이 동맥경화증의 위험 요인들을 감소시킨다는 것을 확인했다.
작은 연구가 평균적인 서구 식단에 비해 10-25% 낮은 칼로리의 식단이 긴기간에 걸쳐서 어떤 영향을 주는지 실험하였는데, 그 결과 칼로리 제한을 한 그룹의 중간 BMI는 19.6인 반면에, 일반적인 서구식 식단을 한 그룹의 BMI는 25.9를 나타내었다. 칼로리 제한을 한 그룹의 중간 BMI는 3-15년 만에 24(19.4~29.6)에서 19.5(16.5~22.8)로 떨어졌다. 칼로리 제한을 시작한지 일 년도 안되어 거의 모든 실험자의 BMI와 심혈관 위험 요인들이 감소하였다. 평균 총 콜레스테롤과 LDL 콜레스테롤 수치는 인구에 비해볼 때 약 하위 10% 수준으로 낮았다. 평균 HDL 콜레스테롤 수준은 미국의 보통 중년남성의 85%에서 90% 수준이었다.
칼로리를 제한한 그룹은 또한 통제집단에 비해 혈압(100/60 vs 130/80 mm Hg), 공복시 혈당, 공복시 인슐린 (65% 감소), BMI(19.6 ± 1.9 vs. 25.9 ± 3.2 kg/m2), 체지방률 (8.7% ± 7% vs. 24% ± 8%), C-반응성 단백, 경동맥 IMT (40% 감소), 혈소판유래증식인자-AB 지수에 있어서 훨씬 더 긍적적인 결과를 보였다.
칼로리를 제한한 그룹의 트리글리세리드 지수는 20세기 미국인의 하위 5% 수준이었다. 공복시 혈장 인슐린 농도는 65%정도 낮았으며 공복시 혈장 당수치 또한 낮았다.
이 분야의 주요한 연구자는 명백히 드러나는 낮은 진행 심혈관계의 노화 속도, 특히 동맥경화증 진행 지표가 느려진 것에 대해 주목하였다.
기억력 향상
2009년 한 논문은 칼로리를 제한하는 식단이 정상인부터 과체중의 노인에게 있어서 기억력을 향상시킬 수 있음을 밝혔다. 높은 수치의 인슐린은 보통 낮은 기억력과 인지 장애와 직결되므로, 과학자들은 이 실험에서의 기억력 향상은 낮은 인슐린 수치 때문에 일어난 것으로 믿는다. 그러나, 이 관계는 다른 연구에 따르면 특정한 연령층에만 적용되는 것으로 보이는데, 65세가 넘는 노인들을 분석했을 때, 저체중인 사람은 정상이거나 과체중인 사람보다 높은 치매 발병률을 보였다.

### 부정적인 영향
극심한 칼로리 제한은 '미네소타 기아 실험'(Minnesota Starvation Experiment)에서와 같은 매우 유해한 효과를 초래할 수 있다. 제2차 세계대전 중에 야윈 남성들을 대상으로 실시된 이 실험에서 대상자는 6개월간 칼로리 섭취를 45%로 줄였다. 이러한 극심한 칼로리 제한은 예상한 대로 긍정적인 대사적응을 야기하였으나(예를 들면, 체지방과 혈압이 줄어들었고, 지질 농도가 개선되었으며, T3 혈청의 농도가 줄어들었다. 안정시 심박수와 전신의 휴식시 에너지 소비가 줄어들었다.), 빈혈, 하지 부종, 근육 소모, 쇠약, 신경 결손, 어지러움, 과민, 졸음증, 우울증 등의 광범위한 부정적 효과도 초래되었다.
근골격 상실
인체에 대한 단기 연구에서는 근육량과 힘이 상실되었고, 골밀도가 감소되었다.
2007년의 칼로리 제한에 대한 한 보고서에서는 '체지방의 양이 아주 적은 여윈 사람과 같은 특정한 환자 집단에서는 중간 정도의 칼로리 제한도 해로울 수 있다'고 경고되었다.
낮은 체질량지수, 높은 사망률
칼로리가 제한된 식사는 보통 몸무게의 감소로 이어지지만, 몸무게의 감소는 다른 원인에서 올 수 있으며, 본질적으로 반드시 건강한 것은 아니다. 일부 연구에서 적은 몸무게는 사망률의 증가와 연관되어 왔고, 중장년층에서 특히 그러하다. 장년층에서의 몸무게 감소는 노화와 관련된 병리학적 상태에 의한 것일 수 있으며, 더 높은 사망률(예를 들면, 암, 만성폐쇄폐병, 우울증 등) 또는 악액질(소모성 증후군)과 근육감소증(근육의 양, 구조, 기능 상실)의 원인이 된다.
식사 장애 유발
대상자가 폭식증을 이미 겪은 경우, 칼로리 제한이 폭식증을 유발할 수 있다는 연구가 있다.
성장기와 임신
어린이, 청소년, 21세 이하의 청장년에 노화 과정을 둔화시키기에 충분한 수준으로 장기적인 칼로리 제한을 하는 것은 일반적으로 권장되지 않는데, 이는 이러한 유형의 식습관은 실험 동물에서도 관찰되었듯이 자연스러운 신체 성장을 간섭할 우려가 있기 때문이다. 또한, 청소년기 후기와 성인 초기에는 두뇌에 정신적 성장과 물리적(신체적) 변화가 일어나는데, 심각한 칼로리 제한에 의해 부정적인 영향을 받을 수 있다. 임신한 여성과 임신을 희망하는 여성은 칼로리 제한을 하지 말 것이 권고되는데, 이는 체질량지수가 낮으면 배란 기능 장애 불임이 될 수 있고, 표준 체중 이하이면 조기 분만이 되기 쉬워지기 때문이다.
기타 우려들
칼로리 제한으로 체중이 감소하면 저온에 민감해지거나, 생리 불순, 불임, 호르몬 변화를 초래할 위험이 있음이 언급되어 왔다.

## 같이 보기
- 단식
- 간헐적 단식